# Tribossistema

## Tribossistema / Sistema Tribológico
No estudo do atrito, desgaste e lubrificação percebe-se que a resistência ao desgaste e a força ou coeficiente de atrito não são dependentes apenas dos materiais envolvidos e suas composições.  Essas medidas são afetadas também pelas condições dos ensaios, condições do ambiente, rugosidade superficial, presença de óxidos, lubrificantes ou abrasivos e tipo de desgaste envolvido.
Em decorrência é necessário especificar um sistema bem definido de modo a delimitar o campo de validade das propriedades tribológicas. A este sistema atribuímos o nome de “Tribossistema” ou “Sistema Tribológico”.
Segundo Horst Czichos, criador da proposta de tribossistema, a estrutura do mesmo consiste em quatro elementos constituindo o sistema: Corpo, Contra-Corpo, Meio Interfacial e Ambiente.
A figura acima mostra um exemplo genérico de sistema tribológico delimitado por uma fronteira. Através dessa ocorrem trocas, entradas e saídas, com o exterior.
Como entradas para o sistema, podemos ter: Movimentos impostos, força, velocidade, etc... resultando em saídas úteis como movimento, ou gerando perdas como produtos de desgaste, calor, vibrações, dentre outros. As saídas são diretamente afetadas pelos quatro elementos do tribossistema, no entanto, nem todos eles precisam necessariamente estar presente simultaneamente. A figura abaixo mostra diferentes exemplos práticos de tribossistemas: